# Andrej Babajew

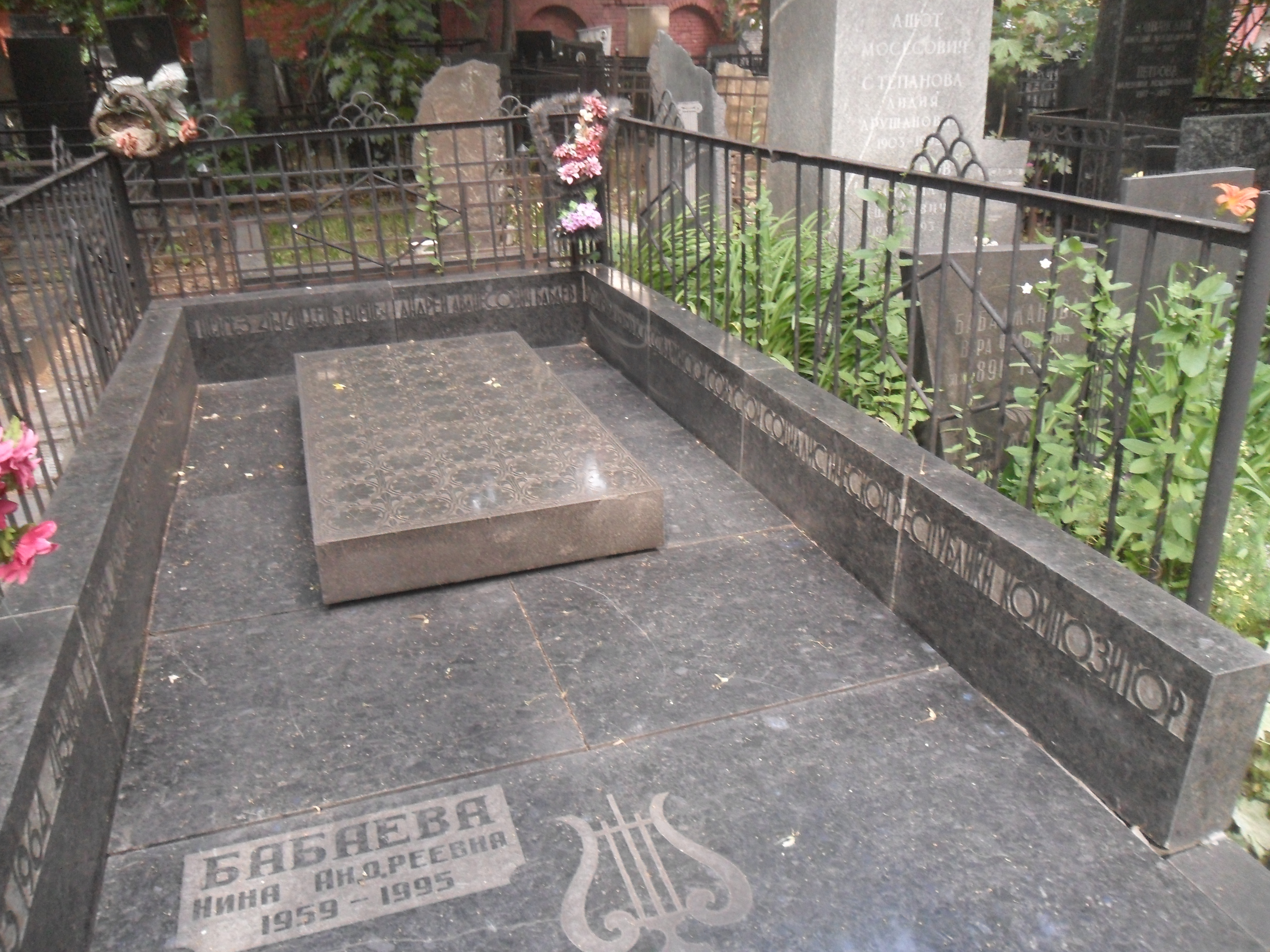
Grób Andrieja Babajewa na Cmentarzu Ormiańskim w Moskwie

Andrej Awaniesowicz Babajew (ros. Андре́й Аване́сович Баба́ев, orm. Անդրեյ Բաբաև; ur. 27 grudnia 1923, zm. 21 października 1964) – radziecko-ormiański kompozytor. Twórca utworów kameralnych, symfonicznych oraz pieśni. W jego kompozycjach można dopatrzyć się wielu motywów zaczerpniętych z muzyki ludowej. Zasłużony Działacz Sztuk Armeńskiej SRR (1958). Pisał muzykę m.in. do filmów animowanych. W animacji współpracował m.in. z reżyserami Romanem Kaczanowem i Lwem Atamanowem.

## Życiorys
W 1950 roku ukończył Konserwatorium w Baku w klasie Qary Qarayeva. Autor oper Arcwaberd (1957), Wujek Bagdasar (na podstawie sztuki Baghdasar achpar (Kolega Baltazara) Hagopa Baroniana, 1964), muzyki estradowej oraz muzyki do spektakli teatralnych oraz filmów. Od 1950 roku żył i pracował w Moskwie.
Najpopularniejszym utworem kompozytora jest utwór Spotkałem dziewczynę (Я встретил девушку), który został napisany do filmu o tym samym tytule, nakręconym w 1957 roku w studiu Tadżykfilm w reżyserii Rafaiła Pierielsztiejna.
Piosenkę w filmie (za kulisami) wykonał Rauf Atakişiyev. Oryginalne teksty piosenek zostały napisane w języku tadżyckim Ludowego Poety Tadżykistanu Mirzo Tursunzody. Autorem rosyjskiej wersji tekstu jest Gabriel El-Registan. Utwór został napisany w stylu klasycznych romansów ormiańskich. Wśród polskich wykonawców tej pieśni był Czesław Niemen. Utwór Ja wstretił diewuszku ukazał się w albumie z 2011 roku pt. Pamiętam ten dzień.
Andrej Babajew zmarł 21 października 1964 roku w Moskwie. Został pochowany na tamtejszym Cmentarzu Ormiańskim.

## Wybrana muzyka filmowa

### Filmy animowane
- 1965: Pastereczka i kominiarczyk (Пастушка и трубочист)
- 1963: Żarty (Шутки)
- 1962: Kto kogo obraził (Обида)
- 1962: Historia pewnego przestępstwa (История одного преступления)
- 1959: Zakochana chmura (Влюблённое облако)

### Filmy muzyczne
- 1957: Spotkałem dziewczynę (Я встретил девушку)

## Wybrane pieśni
- Zakochane Oczy (Любимые глаза)[6] – utwór ten wykonywała w języku polskim Wiesława Drojecka[7].
- Spotkałem dziewczynę (Я встретил девушку)